# Dacus bistrigulatus
Dacus bistrigulatus är en tvåvingeart som beskrevs av Mario Bezzi 1908. Dacus bistrigulatus ingår i släktet Dacus och familjen borrflugor. Inga underarter finns listade i Catalogue of Life.